# Meggitt PLC
Meggitt PLC ist eine weltweit operierende Engineering-Gruppe mit Hauptsitz in Christchurch, Vereinigtes Königreich. Das Unternehmen wurde 1947 in Halifax gegründet und war an der London Stock Exchange notiert.
Meggitt ist spezialisiert auf die Herstellung von intelligenter Technik für extreme Umgebungen. Das Unternehmen liefert Komponenten für die Luft- und Raumfahrt sowie Militär- und Zivilanwendungen. 
Die Gruppe beschäftigt 10.715 Mitarbeiter (Stand 2013) in Einrichtungen in Asien, Europa, Nordamerika und in den regionalen Stützpunkten in Brasilien, Indien und im Nahen Osten. Rund 45 Prozent der Umsätze von Meggitt werden in der zivilen Luftfahrt getätigt, und 38 Prozent beträgt der Anteil bei Militäranwendungen. Produktgruppen sind Meggitt Aircraft Braking Systems (Bremssysteme),  Control Systems, Sensor Systems und Polymers & Composites.
Meggitt zählt zu den führenden Anbietern von Sensoren für dynamischen Druck, zur Vibrations-, Geschwindigkeits- und Eis-Erkennung sowie Sensoren zur Überwachung von Flüssigkeitssystemen für zivile und militärische Flugzeuge und Drehflügler, die auch in der Schweiz von Meggitt S.A. in Villars-sur-Glâne bei Fribourg hergestellt werden. 2017 beschäftigte das Unternehmen an diesem Standort rund 550 Mitarbeiter. Das Schweizer Werk ist spezialisiert auf Schwingungsüberwachungssysteme und Sensoren. Zu den Großkunden zählen beispielsweise die Airbus Group und Boeing.
Die Meggitt GmbH in Deutschland vertreibt ab Offenbach am Main Mess- und Überwachungssysteme für Hochleistungsgasturbinen, Dampfturbinen, Generatoren, große Pumpen, Kompressoren und Lüfter usw.
Am 3. August 2021 wurde bekannt, dass das Unternehmen von Parker-Hannifin für 8,8 Milliarden Dollar übernommen werden soll.